# IPod shuffle
iPod shuffle是一種由蘋果公司設計跟販售的iPod數位音樂播放器。於2005年1月11日的Macworld Conference & Expo公開，標榜著「Life is random」。不同於其他的iPod家族，他把檔案儲存在而不是。它的重量为0.78盎司（22克），第二代的重量約15克，第三代的重量为0.38盎司（10.7克），第四代的重量为0.44盎司（12.5克）。

## 概述

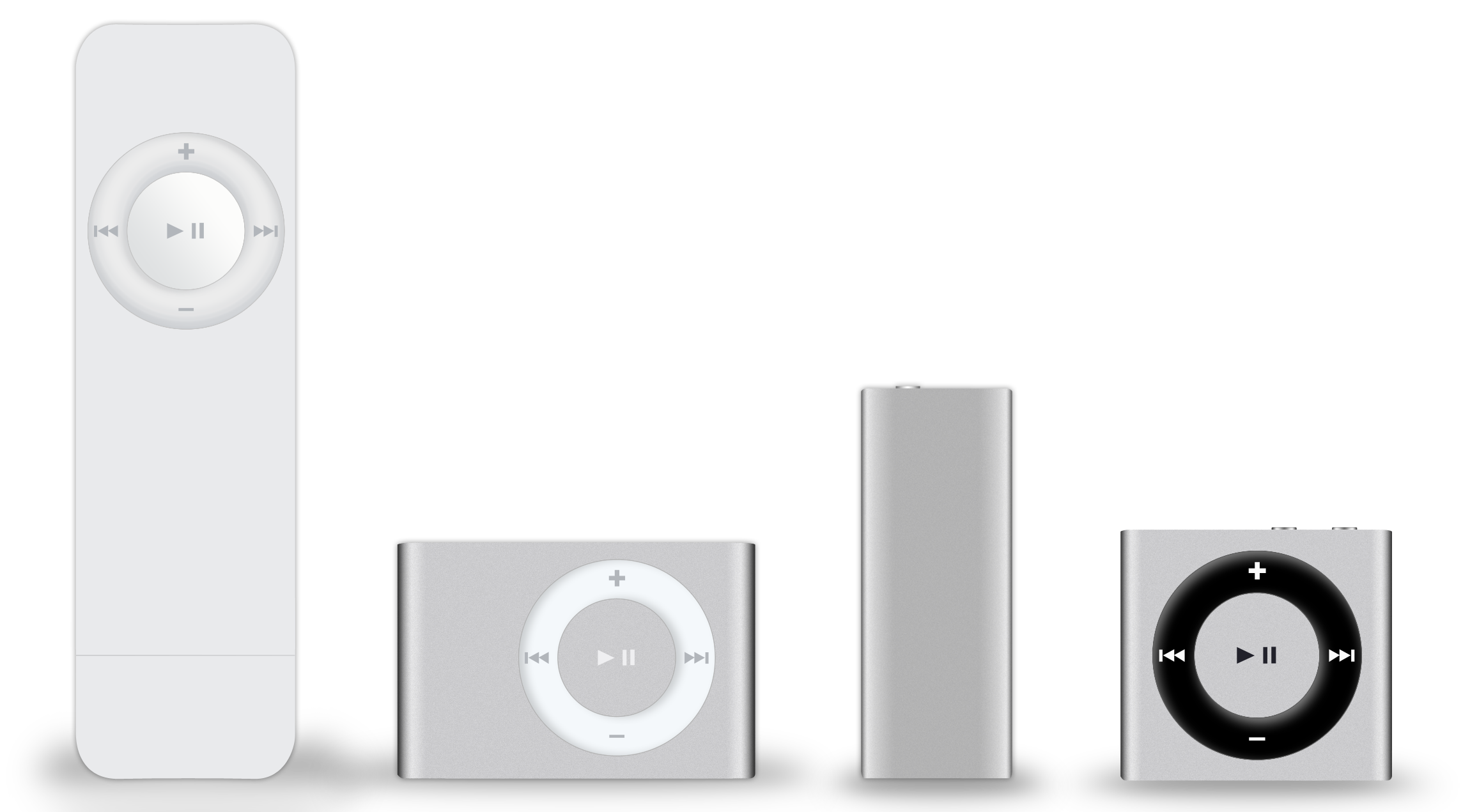
四代的iPod shuffle对比
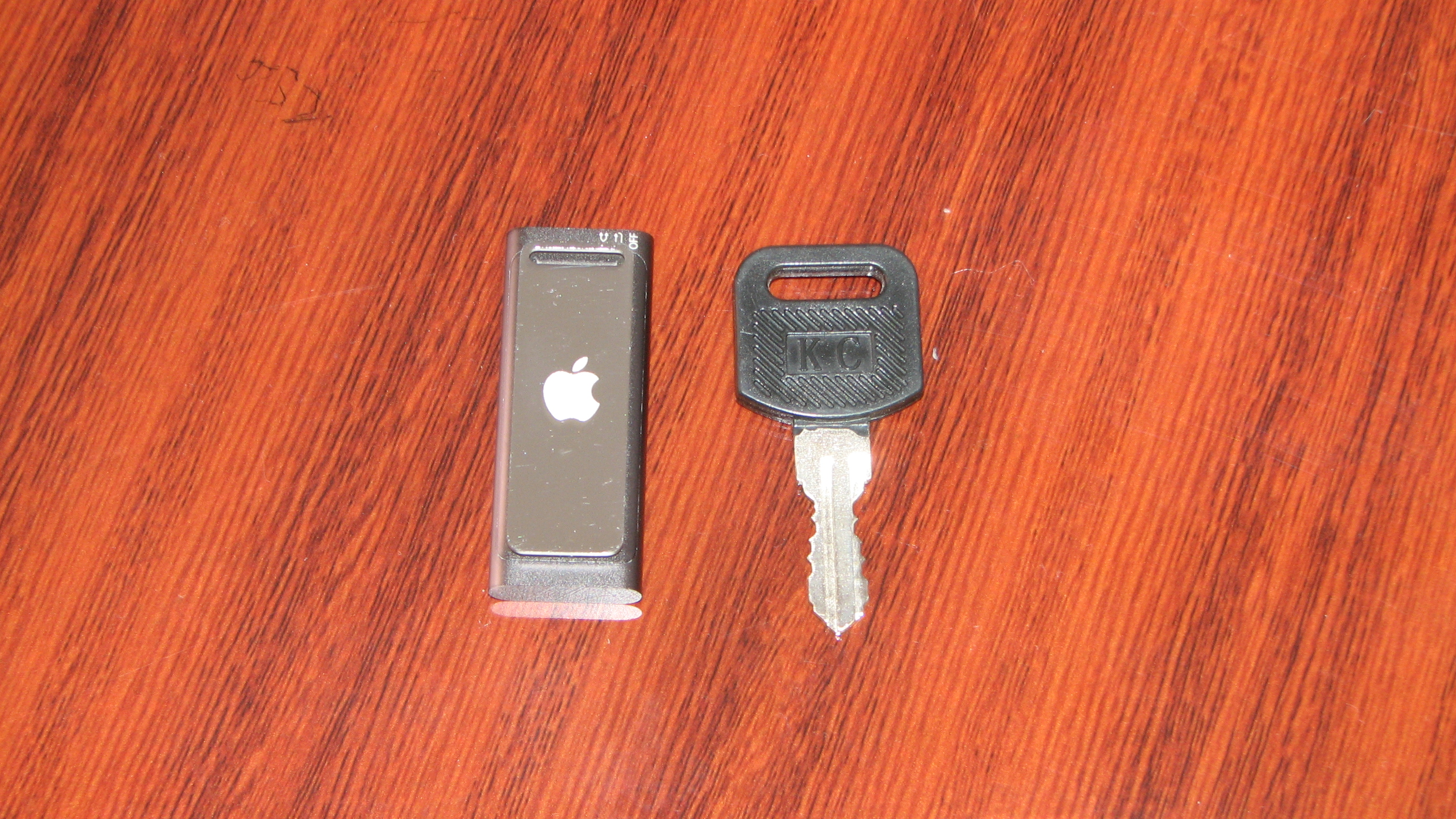
第三代iPod shuffle與一鑰匙的大小比較。
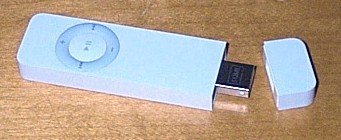
第一代iPod shuffle提供第二種帽蓋可以連接短繩，讓使用者可以在脖子上戴著。

iPod shuffle的設計，可讓使用者輕易地載入所喜好的歌曲，以及用隨機方式來播放。他依靠iTunes上面的「Autofill」特色，會隨機的從使用者的音樂庫（或指定的播放清單）中選出歌曲並且盡量複製的音樂到iPod shuffle的記憶體去。（1GB的型號，以Apple的計算為主，每一首歌4分鐘，128 kbit/s，AAC編碼）
缺少像其他iPod产品的LCD，滾輪，遊戲，地址簿，月曆，以及記事等這些早期iPod的能力，且無法與iSync使用。此外，不像其他iPod，它也無法播放Apple Lossless和AIFF語音檔案，擁有較佳的低音音效品質。
iTunes提供某些新的特色給iPod shuffle。其中一種是能夠降低音樂的位元率到128 kbit/s的AAC編碼。這種轉換是自動完成的，而原來的檔案則沒有變動地留在電腦上，而更小的（更低的位元率）送到iPod shuffle。iTunes也允許iPod shuffle的播放清單在沒有連線時候可以檢視或是更動；到下一次連線的時候，他就會把這些更動的播放清單更新上去。
iPod shuffle的按鈕有播放／暫停、下一首、前一首、音量調整。在他的反面，有一個電池電量指示燈，和一個三段式開關，用來切換關掉，或者是循序或隨機播放音樂。第三代一反旧代设计，机体只剩下三段式开关和指示灯，所有播放操作就依靠耳机上的控制器控制。第四代则回归第二代的面板控制设计（但比第二代紧凑），并保留第三代的线控模式。
可以直接插入到電腦的USB埠（1.1或2.0）或相应的接口，透過USB可以用來替他的24小時電池充電。第一代的USB插頭是隱藏在帽蓋的下面。也有提供短繩可以讓使用者用脖子戴著，然後iPod shuffle從帽蓋的地方接上短繩懸吊著。第二代的通过相应的连接座在通过USB与电脑连接。第三代和第四代则通过与耳机插座共有端口，通过耳机插座与USB转换线与电脑连接。
iPod shuffle也可以當成來使用。iTunes允許使用者設定裝置的多少空間是用來存放檔案，多少空間用來儲存音樂。
iPod shuffle第三代和第四代擁有Voice Over技術，能在导入音乐时将音乐的内置介绍信息，根据所属国家语言，转换成相应语言的语音信息，并在播放时可以朗读出相应的语音信息。

### 控制

#### 第一代
iPod shuffle的正面有键盘，通过正常的按压即可控制。

#### 第二代
大小變的比第一代小許多。

#### 第三代
由于第三代的iPod shuffle的体积实在太小了，机身上没有过多的空间来容纳按键，所以只在机身上保留了“电源——顺序播放——随机播放”三段式开关，大部分操作转移到了耳机线缆的控制器上。

#### 第四代
机身正面恢复为与第二代基本相同的键盘控制，侧面增加VoiceOver按键，并保留第三代的“电源——顺序播放——随机播放”控制方式。

## 型号与售价

### 第一代
共有兩種型號可選擇：
- 512 MB，售價：US$99，UK£69，AUD$149
- 1 GB，售價：US$129，UK£89，AUD$199

### 第二代
2006年9月款：
- 顏色： 銀色、藍色、綠色、橙色、粉紅色、紅色（Product Red）
- 1 GB，售價： US$99，UK£69，AUD$149

2007年9月款：
- 顏色： 銀色、天藍色、蘋果綠、紫羅蘭、紅色（Product Red）

- 2008年3月調降前：
  - 1 GB，售價： US$99

- 2008年3月調降後：
  - 1 GB，售價： US$49
  - 2 GB，售價： US$69

2008年9月款：
- 顏色： 銀色、水藍色、草綠色、粉紅色、紅色（Product Red）
- 1 GB，售價： US$49
- 2 GB，售價： US$69

### 第三代
2009年3月款：
- 顏色： 銀色、黑色
- 4 GB，售價： US$79

2009年9月款：
- 顏色： 銀色、黑色、粉紅色、草綠色、海藍色、不鏽鋼特別版(4GB Only)
- 2 GB/ 4 GB，售價： US$59/ US$79/ US$99(不鏽鋼特別版)

### 第四代
2010年9月款：
- 顏色： 銀色、藍色、綠色、粉紅色、橙色太空灰色、金色、紅色（Product Red）
- 2 GB， 售價：US$49

## 配件
無論是蘋果公司自己本身或是其他廠商皆為iPod shuffle製作了許多配件供其搭配使用。例如有「臂掛套」（用來方便將它掛在手臂上）和「運動護套」，不會因為環境因素而受損。此外也特別設計iPod shuffle專用基座，就跟iPod和iPod mini的底座一樣，可以很輕鬆的連接電腦。其他廠商所提供的東西就更多了，像是兼有裝飾和保護功用的護套、臂掛套、腰掛夾、游泳用避水匣，抑或是各式插頭、耳機和FM音頻轉播器等等。

## 軟體
iPod shuffle的同步要使用iTunes，雖然新的包裝已不提供安装程序，不過可以從蘋果公司網站中免費下載。使用者可以從線上音樂商店購買音樂，下載到電腦，然後藉由iTunes傳到iPod shuffle裡。
除外，也可以第三方软件进行iPod shuffle的同步，例如XPlay2，允許使用者不須經由iTunes即可將音樂檔案直接拖曳放到iPod shuffle中。
此外，還有一個名叫iPod shuffle Database Builder開放原始碼程序，能允許使用者不須透過iTunes來操作iPod shuffle，不過安裝前仍要先安裝iTunes。

## 影響
第一代iPod shuffle與Mac mini在同一個時間公開。像iPod shuffle，Mac mini是一種縮小的產品，以更低的價位推出。這兩個產品一起被視為是蘋果電腦的經營策略的一部分，用來瞄準低階市場和增加在大規模市場的可見度。
到2005年4月，蘋果公司的第二季財政結束，第一代iPod shuffle已經為他的製造商證明他是成功的產品。儘管蘋果公司選擇不指明在產品的前三個月有多少的第一代iPod shuffles被賣出，但分析家PiperJaffray的計算在第二季賣出大概是5.3百萬的iPod中的1.8百萬是iPod shuffle。NPD估計iPod shuffle在2005年2月快閃記憶體的市場上達到43%的佔有率，而該月只是剛出現的第二個月。到2005年3月，iPod shuffle的市佔率上升到58%。

## 咀嚼和食用
由於iPod shuffle的體積小，尤其第三代iPod shuffle（8.38 × 2.49 × 0.84 厘米，合 3.3 × 0.98 × 0.33 英寸），蘋果電腦在美國網站上宣稱iPod shuffle“比一包口香糖更小且有更多樂趣”以及下面有註腳，「請勿食用 iPod shuffle」。於2005年1月21日，這個註腳從美國的網站消失，但是然而還繼續存在其他多個國家的網站上。
英國和愛爾蘭的網站上的是少許更改過的版本：“請勿咀嚼 iPod shuffle”，而在網站上的其他版本，像是加拿大、法國和德國的版本，就沒有提及到這件事。

## 磁碟陣列
在2005年2月，Wright This Way（页面存档备份，存于） 的「Jim」公開了他的iPod shuffle磁碟陣列計畫。他購買了一個USB集線器連接到4個iPod shuffle變成總共3.9GB的儲存空間。他的原本目的是要安裝Mac作業系統到這個磁碟陣列，但是安裝程式卻無法允許這樣作。指出他繼續這個計畫，為了增加這個陣列的速度，使用了多個孔的USB擴充卡而不是集線器。

## 「Super Shuffle」
在2005年3月的CeBIT展覽會場中，一個名為 Luxpro 的台灣公司發表了一款名為Super Shuffle的隨身聽。外觀上顯著地相似於iPod shuffle。Luxpro亦同時發表了相同於Apple宣傳活動的預告片（promo shot）和廣告來宣傳他們的隨身聽，包括了錄音，FM收音，以及更加輕薄。據某些獨家報導指出，Apple試圖藉由法律途徑向Luxpro進行制裁，防止Super Shuffle公開亮相。自CeBIT展以來，許多媒體來源（media sources）已經宣稱Super Shuffle只是一個由Luxpro策劃的廣告噱頭，用來「增強Apple吸引到的媒體目光以使他們有利」。Engadget宣稱Luxpro從來未曾試圖仿製iPod shuffle，而是希望Apple對Super Shuffle的注目和無可避免的法律質疑，能幫助該公司銷售數位音樂播放器的電子電路。Luxpro也順應將Super Shuffle的首頁更換成了一個新機型的說明，名為Super Tangent，除了一些外觀上的改變外，與Super Shuffle並不完全相同。該公司取消Super Tangent的開發並以全新的產品EZ Tangent 和 Top Tangent做發售。
近日台灣Luxpro與Apple的官司已結束，最後由Luxpro勝訴並向Apple求償一億美金。該公司網頁上並發佈新聞稿。

## 廣告
商业广告是iPod家族系列产品成功推广的最重要的手段之一。这些广告的特点通常是在一个单一的背景色上勾画出一些只有阴影轮廓的人，他们边跳着舞边听着他们闪亮的白色iPod。这些广告还有一些很有特色的歌曲，像The Vines的Ride、The Caesars的Jerk it Out、U2的Vertigo、Gorillaz的Feel Good Inc.、Jet的Are You Gonna Be My Girl、N.E.R.D.的Rock Star（Jason Nevins混音）、Daft Punk的Technologic等等。

## 停产
2017年7月27日，Apple下架iPod Nano與iPod shuffle两款产品，宣布停产。继 2014 年停产 iPod Classic 之后，Apple 再度简化了 iPod 这一生产线。
The Verge 收到邮件写到：「今天，我们将 iPod 的产品线简化为两款iPod touch。它们的起售价格仅需199美元，并且拥有两倍于老型号iPod的存储空间，因此我们将停产 iPod shuffle 和 iPod nano。」